# 136e brigade de fusiliers motorisés de la Garde
Pour les articles homonymes, voir 136e brigade.
La 136e brigade de fusiliers motorisés de la Garde  est une brigade d'infanterie mécanisée des forces terrestres russes (numéro d'unité militaire 63354).
Le 1er décembre 1993, la 136e brigade motorisée est créée à Bouïnaksk, au Daghestan. En 1996-1997, elle fusionne avec le 204e régiment de fusiliers motorisés de la Garde « Ouman-Berlin » sous le nom de 136e brigade de fusiliers motorisés de la Garde.
Les plans de 2018 pour mettre à niveau la brigade au statut de division ne s'étaient apparemment pas achevés en 2022, contrairement à la 19e brigade de fusiliers motorisés qui fut rétablie en tant que division en 2020.

## Guerre en Ukraine
La 136e brigade a mené des opérations de combat dans l'oblast de Louhansk, en Ukraine, en 2014, pendant la guerre du Donbass.
La brigade participe à l'invasion russe de l'Ukraine en 2022, opérant au nord-est de la Crimée sur le front sud. Le chef d'état-major de la brigade, le colonel Viktor Ivanovitch Issaïkine, aurait été tué dans les premiers jours de la guerre,.

## Unités subordonnées
La brigade comprend, entre autres unités, un bataillon blindé trois bataillons de fusiliers motorisés, de l'artillerie et du génie.